# Ден последен, ден първи
„Ден последен, ден първи“ (на грузински: დღე უკანასკნელი, დღე პირველი) е съветски филм от 1959 година, заснет от Грузия- филм.

## Сюжет
За възрастния пощальон Георгий (Сергей Закариадзе) това е последния работен ден, преди да излезе в пенсия. Затова той бърза да запознае своята заместничка Ламара (Бела Марианашвили) с тези, които всеки ден го очакват да пристигне. Богатият на събития последен работен ден на Георгий се превръща в щастлив, както за неговите абонати, така и за младата Ламара, която в първия си работен ден успява да направи много хора щастливи.

## В ролите
- Сергей Закариадзе като Георгий
- Бела Марианашвили като Ламара
- Махлаз Горгиладзе като Важа
- Акакий Васадзе като Професора
- Динара Жоржолиани като Тамари
- Отар Коберидзе като Левани
- Ладо Авалиани като Артиста
- Гиули Чохонелидзе като Крадеца
- Григол Ткабладзе като Изпълнителния директор на фабриката
- Гиви Тохадзе като Металурга
- Медея Чахава като Съпругата на металурга
- Меги Цулухидзе като Доктора[2]

## Награди
- Първа награда за най-добър оператор на Леван Пааташвили от Всесъюзния кинофестивал в Минск през 1960 година.
- Първа награда за най-добра мъжка роля на Сергей Закариадзе от Всесъюзния кинофестивал в Минск през 1960 година.